# Jaroslav Štrait
Jaroslav Štrait (* 29. července 1942 Jičín) je bývalý český politik, v 90. letech 20. století a počátkem 21. století poslanec České národní rady a Poslanecké sněmovny za KSČ, později za KSČM.

## Biografie
Působí jako publicista a historik, vydal práce z dějin dělnického hnutí, protifašistického odboje, česko-ukrajinských vztahů a regionální díla zaměřená na východní Čechy. Zabýval se též numismatikou.
Po několik volebních období působil v parlamentu. Ve volbách v roce 1990 byl zvolen do České národní rady za KSČ. Mandát obhájil ve volbách v roce 1992, nyní za koalici Levý blok, kterou tvořila KSČM a menší levicové skupiny (volební obvod Východočeský kraj). Zasedal ve výboru pro sociální politiku a zdravotnictví.
Od vzniku samostatné České republiky v lednu 1993 byla ČNR transformována na Poslaneckou sněmovnu Parlamentu České republiky. V lednu roku 1994 přešel do samostatného poslaneckého klubu KSČM poté, co se koalice Levý blok rozpadla na několik levicových frakcí. Mandát ve sněmovně obhájil ve volbách v roce 1996 a volbách v roce 1998. Po celé období let 1992-2002 byl členem výboru pro sociální politiku a zdravotnictví. V roce 2002 po odchodu ze sněmovny avizoval, že odchází do penze a hodlá se věnovat výchově vnoučat.
V roce 2004 se zmiňuje jako pořadatel vzpomínkové akce, kterou pořádal Klub českého pohraničí. Angažoval se i v komunální politice. V komunálních volbách roku 1994 byl za KSČM zvolen do zastupitelstva města Hradec Králové.